# فرانز ياكوب كليمنس
فرانز ياكوب كليمنس (بالألمانية: Franz Jakob Clemens)‏ هو كاتب وفيلسوف وسياسي ألماني، ولد في 4 أكتوبر 1815 في كوبلنتس في ألمانيا، وتوفي في 24 فبراير 1862 في روما في إيطاليا. انتخب عضو برلمان فرانكفورت.